# Suminoe-ku (Osaka)
Suminoe (住之江区 Suminoe-ku?) es un barrio de la ciudad de Osaka, en la prefectura de Osaka, Japón. En julio de 2019 tenía una población estimada de 120.683 habitantes y una densidad de población de 5.856 personas por km². Su área total es de 20,61 km².

## Demografía
Según datos del censo japonés, la población de Suminoe ha disminuido en los últimos años.
| Año del censo | Población |
| ------------- | --------- |
| 1995          | 138.944   |
| 2000          | 135.437   |
| 2005          | 130.627   |
| 2010          | 127.210   |
| 2015          | 122.988   |